# Deutsch-serbische Beziehungen
Die deutsch-serbischen Beziehungen sind heute geprägt von der Annäherung Serbiens an die Europäische Union mit Deutschland als größter Volkswirtschaft. Beide Staaten sind Mitglieder des Europarates und der Organisation für Sicherheit und Zusammenarbeit in Europa. Serbien ist Mitglied der NATO-Partnerschaft für den Frieden. Deutschland und Serbien sind durch den Schifffahrtsweg Donau miteinander verbunden.
Lange Zeit war Serbien der Status eines Beitrittskandidaten der Europäischen Union verwehrt worden, da es aus Sicht der Europäischen Union nicht ausreichend mit dem Internationalen Strafgerichtshof für das ehemalige Jugoslawien zusammenarbeitete. Auch nach der Festnahme des letzten mutmaßlichen serbischen Kriegsverbrechers Mitte 2011 gab es allerdings Probleme: Vor allem Deutschland stellte sich gegen die Vergabe des Kandidatenstatus, da es Belgrad eine destruktive Rolle im Grenzkonflikt mit dem Kosovo vorwarf. So waren im November 2011 im Grenzgebiet unter anderem auch zahlreiche deutsche Soldaten von serbischen Demonstranten verletzt worden. Nach serbischen Signalen für eine friedliche Beilegung des Kosovo-Konflikts erhielt der Staat am 1. März 2012 den Status eines Beitrittskandidaten.

## Geschichte
Beim Attentat von Sarajevo am 28. Juni 1914 wurden der Thronfolger Österreich-Ungarns, Erzherzog Franz Ferdinand, und seine Gemahlin Sophie Chotek, Herzogin von Hohenberg bei ihrem Besuch in Sarajevo von Gavrilo Princip, einem Mitglied der serbisch-nationalistischen Bewegung Mlada Bosna, ermordet. Das Attentat in der bosnischen Hauptstadt löste die Julikrise aus, die schließlich zum Ersten Weltkrieg führte. In diesem Konflikt stand das Deutsche Reich auf Seiten der Österreicher und zählte damit zu den Feinden Serbiens.

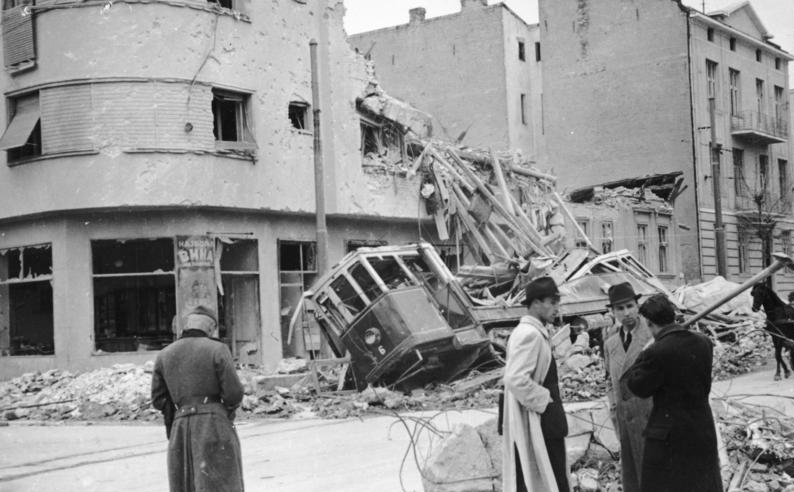
Zerstörungen in Belgrad, 1941

Während des Zweiten Weltkriegs griff die deutsche Wehrmacht im Balkanfeldzug ab dem 6. April 1941 das von Serbien dominierte Königreich Jugoslawien an, besetzte es und setzte eine Marionettenregierung unter Milan Nedić ein.
(siehe auch: Serbien im Zweiten Weltkrieg)
1968 wurde ein Anwerbeabkommen zwischen der Bundesrepublik Deutschland und Jugoslawien geschlossen, um Gastarbeiter für die deutsche Wirtschaft zu gewinnen. Viele Jugoslawen blieben dauerhaft in Deutschland.
Im Kosovokrieg kam es 1999 im Rahmen der Operation Allied Force zum ersten Auslandseinsatz der Bundeswehr mit einer direkten Kriegsbeteiligung Deutschlands nach dem Zweiten Weltkrieg, wobei u. a. Novi Sad stark zerstört wurde. Beteiligt war die deutsche Luftwaffe und die Deutsche Marine.

## Personen

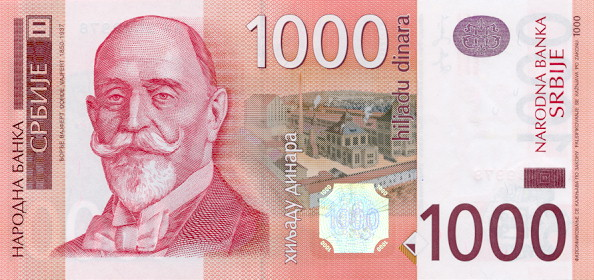
Georg Weifert auf dem 1000-Dinar-Schein

- Der serbische Braumeister und Nationalbankpräsident Georg Weifert war deutscher Herkunft.
- Pavle Jurišić Šturm (eigentlich Paulus Eugen Sturm) war ein serbischer Generalfeldmarschall und gebürtiger Deutscher.

## Reisen
Seit dem 19. Dezember 2009 können serbische Staatsangehörige bis zu 90 Tage im Halbjahr ohne Visum im Schengenraum verbringen, wenn sie einen biometrischen Pass besitzen. Diese Regelung ist in Deutschland insbesondere aus Angst vor Wirtschaftsflüchtlingen aus der Bevölkerungsgruppe der Roma umstritten.
Für deutsche Staatsangehörige ist ein Aufenthalt in Serbien bis zu einer Dauer von drei Monaten visumsfrei möglich. Neben dem Reisepass wird dabei für die Einreise auch ein deutscher Personalausweis akzeptiert.

## Diplomatische Vertretungen
- Serbien unterhält eine Botschaft in Berlin und Generalkonsulate in Düsseldorf, Frankfurt am Main, Hamburg, München und Stuttgart.[4]
- Deutschland betreibt eine Botschaft in Belgrad.[5]